# En el bar de Verónica
En el Bar de Verónica es el cuarto disco del grupo de Folk/Fusión Las Capitalinas. Esta grabación es ganadora de la 5º convocatoria del Sello Azul. Contiene 10 tracks, que corresponden en su mayoría a temas originales de la banda. Es el primer disco en el que Las Capitalinas exploran diferentes estilos musicales, además de la cueca. En la grabación participó la destacada folclorista María Ester Zamora (track 9.1, 9.2 y 9.3), quien ha llegado a decir que considera al grupo sus “sucesoras” musicales.
El lanzamiento de la banda como parte del Sello Azul es realizado en el Amanda Bar el 2 de junio de 2009, en donde interpretan el 1º sencillo “Verónica” para la grabación de su videoclip, dirigido por Pascal Krumm. Gracias a este disco la banda aparece en diversos programas de televisión abierta y por cable, además de conseguir su primera portada en una revista: la edición chilena (noviembre de 2009) de la prestigiosa “de Reader’s Digest”.
Gracias a este disco la organización del Festival Internacional de la Canción de Viña del Mar invita a Las Capitalinas a participar de la selección del tema que representaría a Chile en dicho certamen, defendiendo el conocido Fox Trot “Mejillones”, de Gamaliel Guerra. Este cover da gran notoriedad mediática a la banda, cuyo videoclip es rotado diariamente en Canal 13 y TVN. A pesar de la calidez con la que el público, la prensa e incluso los mismos animadores del Festival reciben el tema, no queda en la selección final. Sin embargo, la organización del Festival de Viña del Mar las vuelve a invitar, esta vez para participar de la Obertura del mismo, interpretando el Himno del Bicentenario, “La fuerza de la libertad” (Juan Carlos Duque).
El 22 de diciembre de 2010 el disco recibe el Premio APES 2010 a la "Mejor Porducción Folclórica o Fusión 2009".

## Lista de canciones
1. "Verónica" - 03:36
2. "Mala mujer" - 03:29
3. "Flaco Loyola" - 01:55
4. "Tu amor" - 03:35
5. "Andai puro maraqueando" - 02:09
6. "Fin" - 02:01
7. "Ocaso" - 02:08
8. "Te dije wn!" - 03:54
9. "Rosa del Pilar/Mándame quitar la vida/Por amor a las joyas"- 07:03
10. "Ciclos" - 03:09

## Sencillos y videos
1. Verónica (sencillo y video)
2. Te dije wn! (sencillo)
3. Te dije wn! (versión 2) (sencillo)
4. Flaco Loyola (sencillo)

## Premios

### Premios APES2010
| Año  | Categoría                            | Grupo           | Resultado |
| ---- | ------------------------------------ | --------------- | --------- |
| 2009 | Mejor Producción Folklórica o Fusión | Las Capitalinas | Ganadoras |